# Loberge
Loberge (Frans-Vlaams: Loberge en Frans: Looberghe) is een gemeente in de Franse Westhoek in het Franse Noorderdepartement (Frans: département du Nord) (regio Hauts-de-France) in het arrondissement Duinkerke. De streek is ook bekend als Frans-Vlaanderen. De gemeente had op 1 januari 2022 1.217 inwoners.
De Kolme loopt van zuid naar noord door de gemeente. In het zuiden van de gemeente ligt het gehuchtje Lynck.

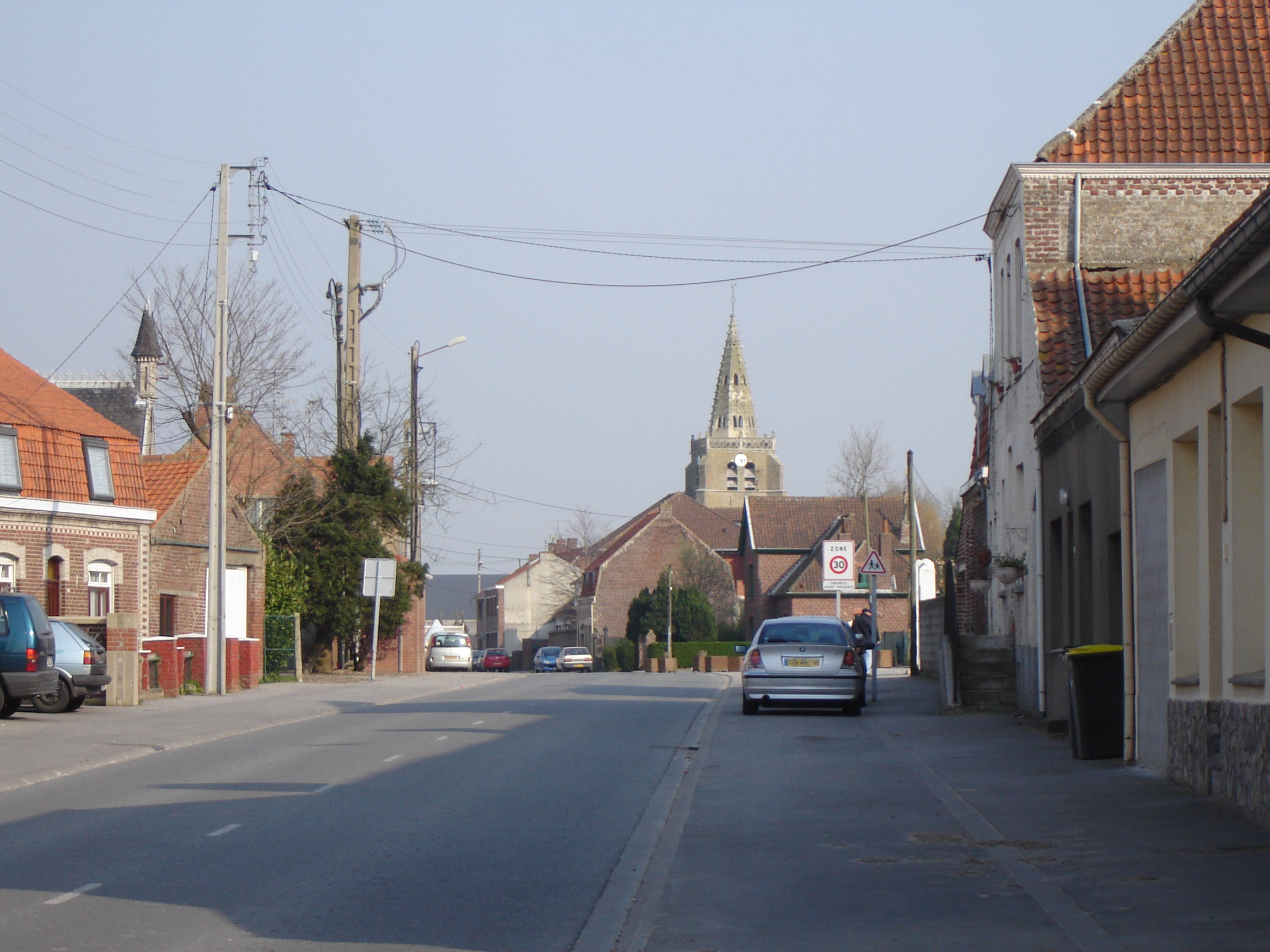
Loberge, dorpscentrum en de Sint-Maartenskerk

## Geschiedenis
Loberge werd voor het eerst vermeld in 1093 als Loberga. In 1161 werd het patronaatsrecht verleend aan de Abdij van Waten. Het dorp heeft vaak te lijden gehad onder conflicten tussen Keizer Karel V en diens Spaanse opvolgers, en Frankrijk. Tussen 1659 en 1668 was het grondgebied verdeeld tussen Franse en Spaanse machthebbers. Hierna werd Loberge in zijn geheel Frans.

## Geografie
De oppervlakte van Loberge bedroeg op 1 januari 2022 19,55 vierkante kilometer; de bevolkingsdichtheid was toen 62,3 inwoners per km².

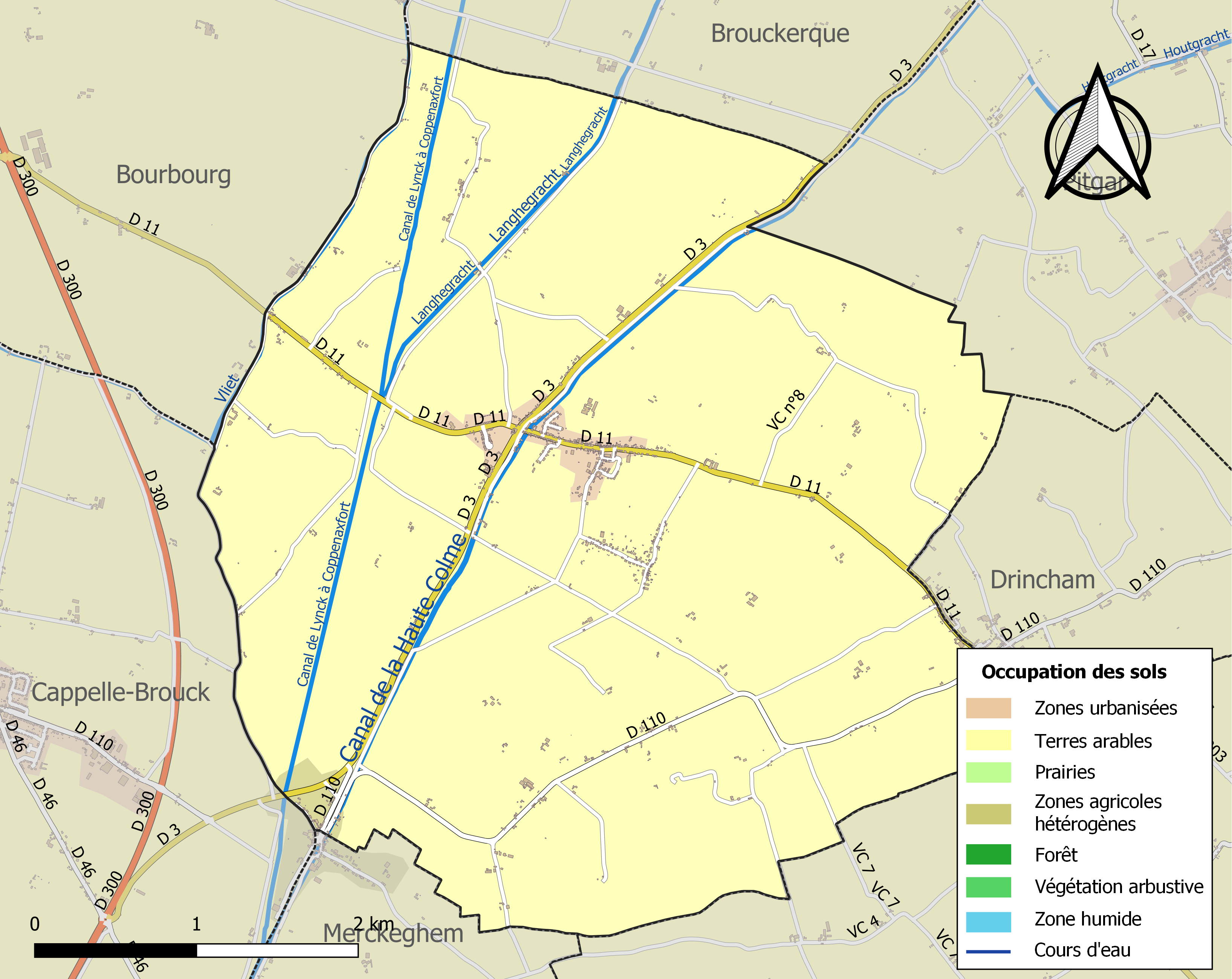
Kaart van de gemeente met belangrijkste infrastructuur, bodemgebruik en omliggende gemeenten

## Bezienswaardigheden
- Sint-Maartenskerk (Église Saint-Martin)
- Molen Meesemaeker
- Molen Regost

## Natuur en landschap
Loberge ligt aan de Kolme op een hoogte van 5 meter. Het ligt op de grens van Blootland en Houtland.

## Demografie
Onderstaande figuur toont het verloop van het inwonertal (bron: INSEE-tellingen).

## Nabijgelegen kernen
Lynck, Drinkam, Broekkerke, Broekburg
Broekburg · Broekkerke · Drinkam · Duinkerke (deels) · Kapellebroek · Kraaiwijk · Grand-Fort-Philippe · Grevelingen · Groot-Sinten · Loberge · Loon · Pitgam · Sint-Joris · Sint-Pietersbroek
Armboutskappel · Arneke · Bambeke · Bavinkhove · Belle · Berten · Bieren · Bissezele · Blaringem · Boeschepe · Boezegem · Bollezele · Borre · Bray-Dunes · Broekburg · Broekkerke · Broksele · Buisscheure · Drinkam · Duinkerke · Ebblingem · Eke · Ekelsbeke · Eringem · Gijvelde · Godewaarsvelde · La Gorgue · Grand-Fort-Philippe · Grevelingen · Groot-Sinten · Hardefoort · Haverskerke · Hazebroek · Herzele · Holke · Hondegem · Hondschote · Hooimille · Houtkerke · Kaaster · Kapelle · Kapellebroek · Kassel · Killem · Kraaiwijk · Krochte · Kwaadieper · Lederzele · Ledringem · Leffrinkhoeke · Linde · Loberge · Loon · Meregem · Merkegem · Merris · Meteren · Millam · Moerbeke · Niepkerke · Nieuw-Berkijn · Nieuw-Koudekerke · Nieuwerleet · Noordpene · Ochtezele · Okselare · Oostkappel · Oud-Berkijn · Oudezele · Pitgam · Pradeels · Rekspoede · Rubroek · Ruisscheure · Sint-Janskappel · Sint-Joris · Sint-Mariakappel · Sint-Momelijn · Sint-Pietersbroek · Sint-Silvesterkappel · Sint-Winoksbergen · Soks · Spijker · Stapel · Steenbeke · Steenvoorde · Steenwerk · Stegers · Stene · Strazele · Terdegem · Téteghem-Coudekerque-Village · Tienen · Uksem · Vleteren · Volkerinkhove · Waalskappel · Warrem · Waten · Wemaarskappel · Westkappel · Wilder · Winnezele · Wormhout · Wulverdinge · Zegerskappel · Zerkel · Zermezele · Zoeterstee · Zuidkote · Zuidpene